# 100 Code
100 Code, chiamata anche The Hundred Code, è una serie televisiva svedese, co-prodotta da aziende tedesche, trasmessa dall'11 marzo al 27 maggio 2015 su HBO Nordic.
Ambientata a Stoccolma, la serie è tratta dal romanzo Merrick, dello scrittore irlandese Ken Bruen.
In Italia, la serie è trasmessa dal 30 giugno 2015 sulla piattaforma a pagamento Infinity TV e dal 13 ottobre al 29 dicembre 2015 sul canale pay Premium Crime, mentre in chiaro va in onda dal 13 settembre 2016 su Top Crime.

## Trama
A Stoccolma, delle giovani donne, tutte bionde e con gli occhi azzurri, vengono rapite, uccise e sepolte sempre vicino all'acqua e a dei fiori particolari, gli asfodeli. Per cercare di risolvere il caso, da New York, dove un anno prima si erano verificati dei casi simili, arriva il detective Tommy Conley. Egli viene affiancato a un collega svedese Mikael Eklund; i due hanno metodi di indagine diametralmente opposti, ma dovranno cercare di collaborare per cercare la soluzione al caso.

## Episodi
| Stagione       | Episodi | Prima TV Svezia | Pubblicazione Italia |
| -------------- | ------- | --------------- | -------------------- |
| Prima stagione | 12      | 2015            | 2015                 |

## Distribuzione
La serie ha esordito l'11 marzo 2015 su HBO Nordic, canale pay attivo in Svezia, Finlandia, Danimarca e Norvegia. In Germania è in onda su Sky Krimi dal 14 marzo 2015. In chiaro è in onda dal 10 settembre 2015 sul canale svedese Kanal 5, principale finanziatore insieme a Sky Deutschland.
In Italia è trasmessa dal 30 giugno 2015 sulla piattaforma Mediaset Infinity, dal 13 ottobre 2015 sul canale pay Premium Crime e dal 13 settembre 2016 su Top Crime.